# Miniera di superficie

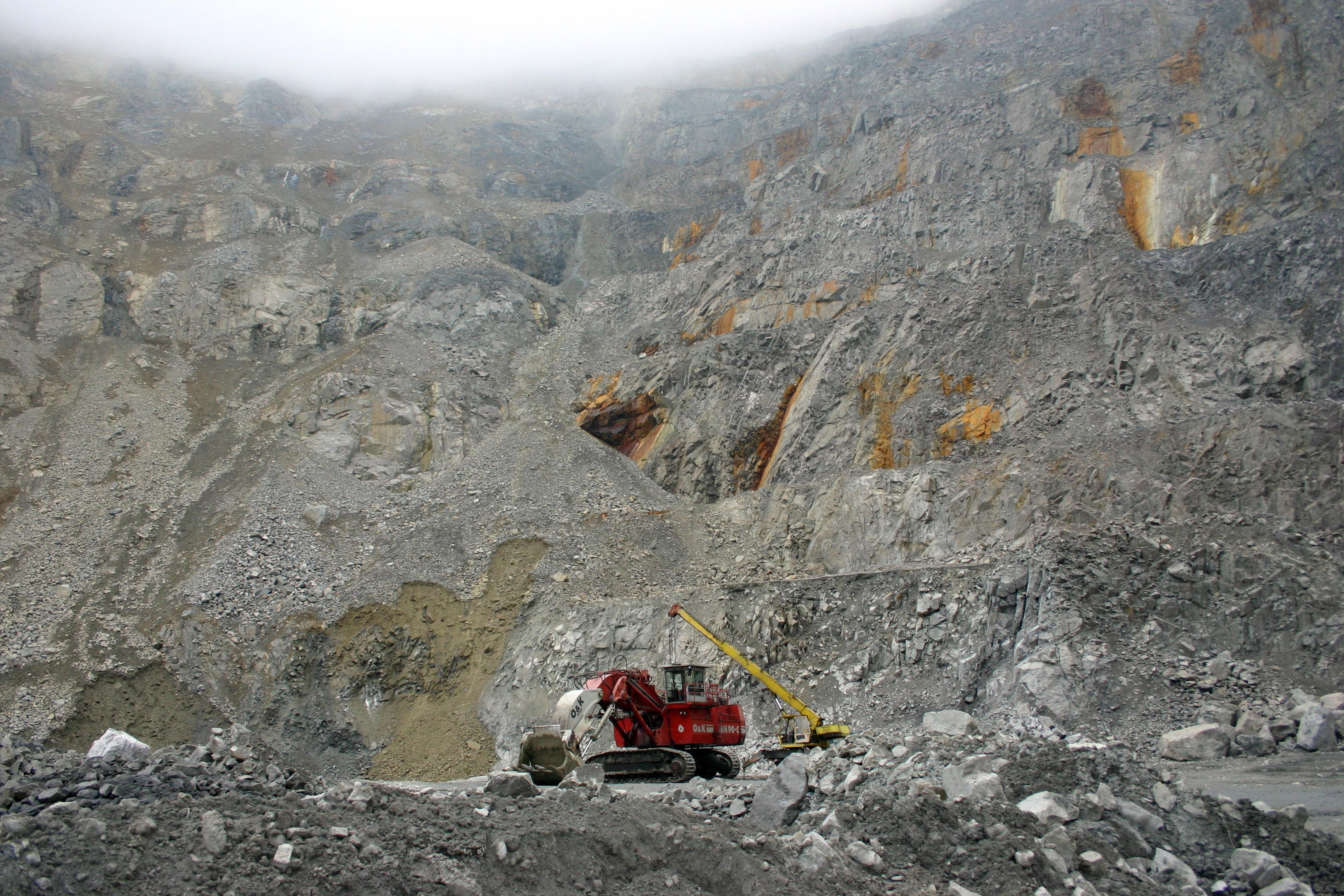
Miniera a cielo aperto di rame e oro in Bulgaria

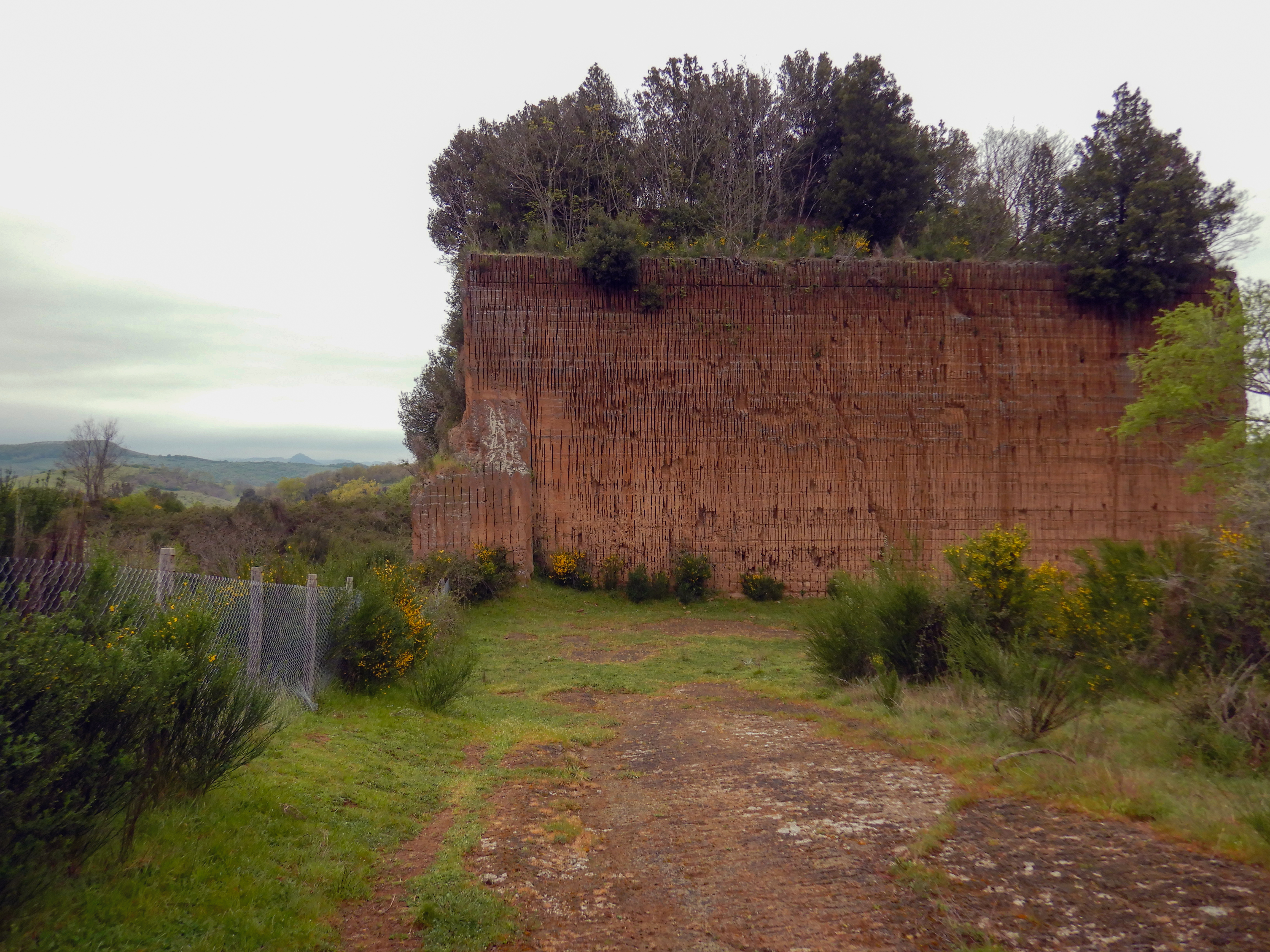
Ex cava di tufo nella riserva naturale regionale Monterano, in Lazio

La miniera di superficie è un tipo di miniera usata per estrarre depositi di risorse minerarie vicine alla superficie. Nella maggior parte delle forme di miniere di superficie l'equipaggiamento pesante come gli scavatori, prima rimuovono il deposito di roccia e di terreno sopra al deposito. Poi macchinari pesanti come lo scavatore a benna estraggono i minerali. L'industria mineraria di superficie generalmente lascia dietro di sé aree devastate, definite banchi di spogliazione.

## Tipi di miniere di superficie

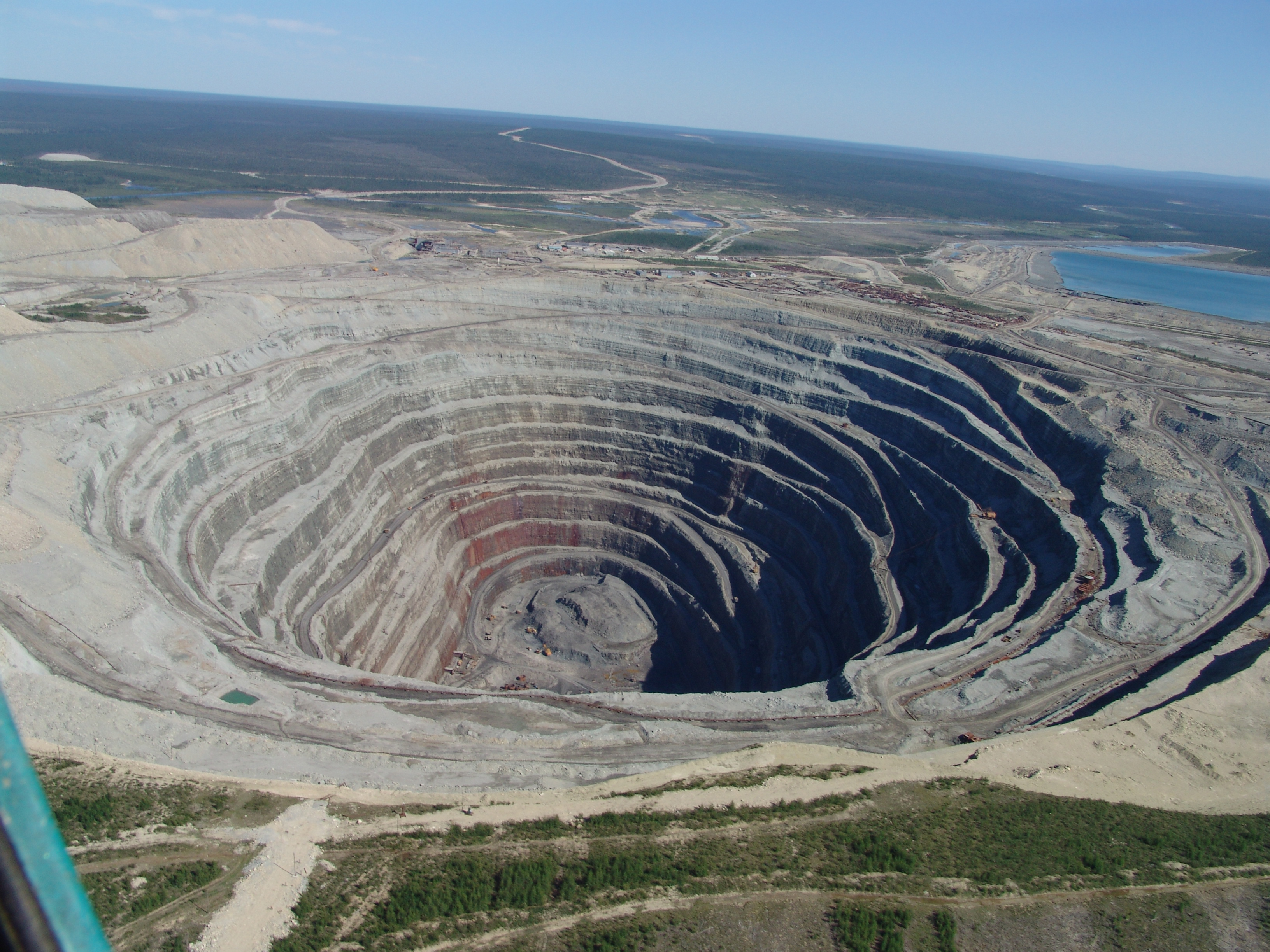
La miniera di diamanti "Trubka Udačnaja" è la miniera a cielo aperto più profonda del mondo, situata nella Sacha-Jakuzia, in Russia.

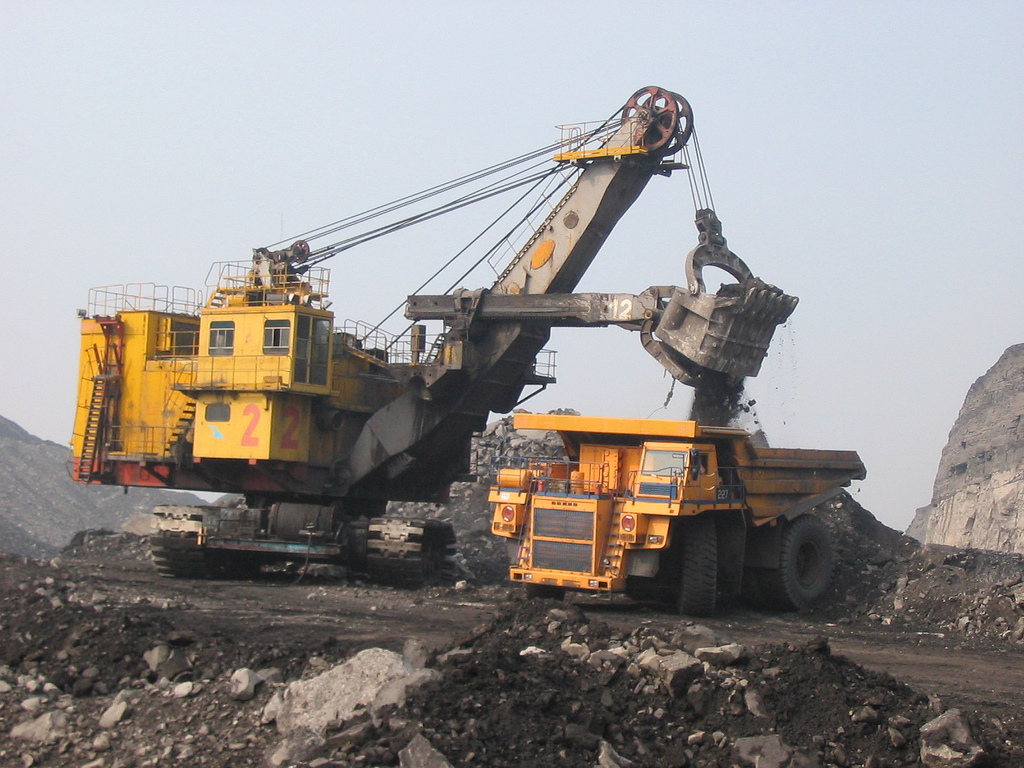
Le operazioni di carico di carbone in una miniera a cielo aperto nei pressi di Meždurečensk, situata nella Siberia sudoccidentale, in Russia.

### Miniera a cielo aperto
La miniera a cielo aperto si riferisce ad un metodo per estrarre la roccia o i minerali dalla terra rimuovendoli da una cava all'aperto o da una cava di prestito. Il termine viene usato per differenziare questa forma di industria mineraria dai metodi estrattivi che richiedono la perforazione della terra.
Le miniere a cielo aperto sono usate quando i depositi di minerali utili dal punto di vista del commercio o rocce vengono ritrovate vicino alla superficie, cioè dove il sovraccarico (materiale di superficie che copre il deposito di valore) è relativamente sottile o il materiale di interesse è strutturalmente inadatto per le gallerie (come nel caso della sabbia, della cenere e della ghiaia).
Dove i minerali capitano profondamente al di sotto della superficie, dove il sovraccarico è spesso o i minerali capitano all'interno di vene nella roccia dura si parla di miniera sotterranea, i cui metodi vengono usati per estrarre materiali di valore. Le miniere a cielo aperto vengono solitamente allargate finché la riserva di minerale non è esaurita. L'attività mineraria a cielo aperto può comportare dispersione di polveri nell'aria.

### Costruzione a cielo aperto previo sbancamento
La coltivazione a cielo aperto previo sbancamento è la tecnica di industria mineraria praticata su strati di giacimenti minerari rimuovendo prima tutto il terreno e tutte le rocce che sono poste sulla sua superficie (il sovraccarico). È simile alla miniera a cielo aperto in molti aspetti. La coltivazione a cielo aperto viene anche usata per estrarre la sabbia impregnata di petrolio nelle sabbie bituminose dell'Athabasca.
La costruzione a cielo aperto è pratica soltanto quando il giacimento minerario da estrarre è relativamente vicino alla superficie. Poiché quantità colossali di materiale spesso hanno bisogno di essere rimosse, i macchinari per le estrazioni usati nelle coltivazioni a sbancamento è spesso l'attrezzatura più grande; gli scavatori a benna trascinata e gli scavatori a cucchiaia sono esempi comuni.
Recentemente si è iniziato ad usare speciali trattori muniti di tamburi che a loro volta montano degli utensili (picchi di scavo) con punta al carburo, per mezzo dei quali si frantuma la roccia, che diversamente in molti casi sarebbe difficile (nonché impossibile) aggredire con una benna. Ci sono due forme di coltivazione a cielo aperto previo sbancamento - lo sbancamento di un'area, utilizzato su un terreno abbastanza piano per estrarre depositi su una vasta area. La miniera a cielo aperto a terrazzamento, utilizzate solitamente su un terreno collinare, coinvolge terrazze di taglio che seguano il contorno della terra.

### Rimozione di cime di montagna
La rimozione di cime di montagna è una forma relativamente nuova di industria mineraria del carbone che coinvolge la massa per dare una nuova struttura alla terra al fine di raggiungere i sedimenti ad una profondità di 350 m sotto la superficie. La rimozione di cime di montagna richiede che la terra mirata sia in primo luogo deforestata e poi livellata dalla dinamite. I detriti creati sono solitamente gettati in un riempimento della valle - una pratica che è stata considerata illegale per ben due volte da un giudice federale in accordo con il Clean Water Act. Tra le più grandi al mondo è quella di Grasberg in Nuova Guinea, a oltre quattromila metri di quota.

### Dragaggio
Il dragaggio è un metodo usato spesso per portare alla luce depositi minerari subacquei. Sebbene il dragaggio sia solitamente impiegato per ripulire o allargare idrovie per le barche, può anche ricoprire quantità significative di minerali subacquei in maniera relativamente efficiente e a buon mercato.